# Новгородцев, Сева
Се́ва Новгоро́дцев (настоящая фамилия — Левенштейн-Новгородцев (англ. Seva Levenstein-Novgorodsev), имя при рождении — Все́волод Бори́сович Левенште́йн; род. 9 июля 1940[…], Ленинград) — советский музыкант и британский журналист, радиоведущий, сотрудник Русской службы Би-би-си. Ведущий музыкальной программы Би-би-си, впоследствии получившей название «Рок-посевы», а также разговорных передач «Севаоборот» и «БибиСева».
Кавалер ордена Британской империи, автор книг «Рок-посевы», «Секс, наркотики, рок-н-ролл», «Осторожно, люди», «Интеграл похож на саксофон», «Настоящий джентльмен» и др.
Снялся в нескольких фильмах.

## Биография

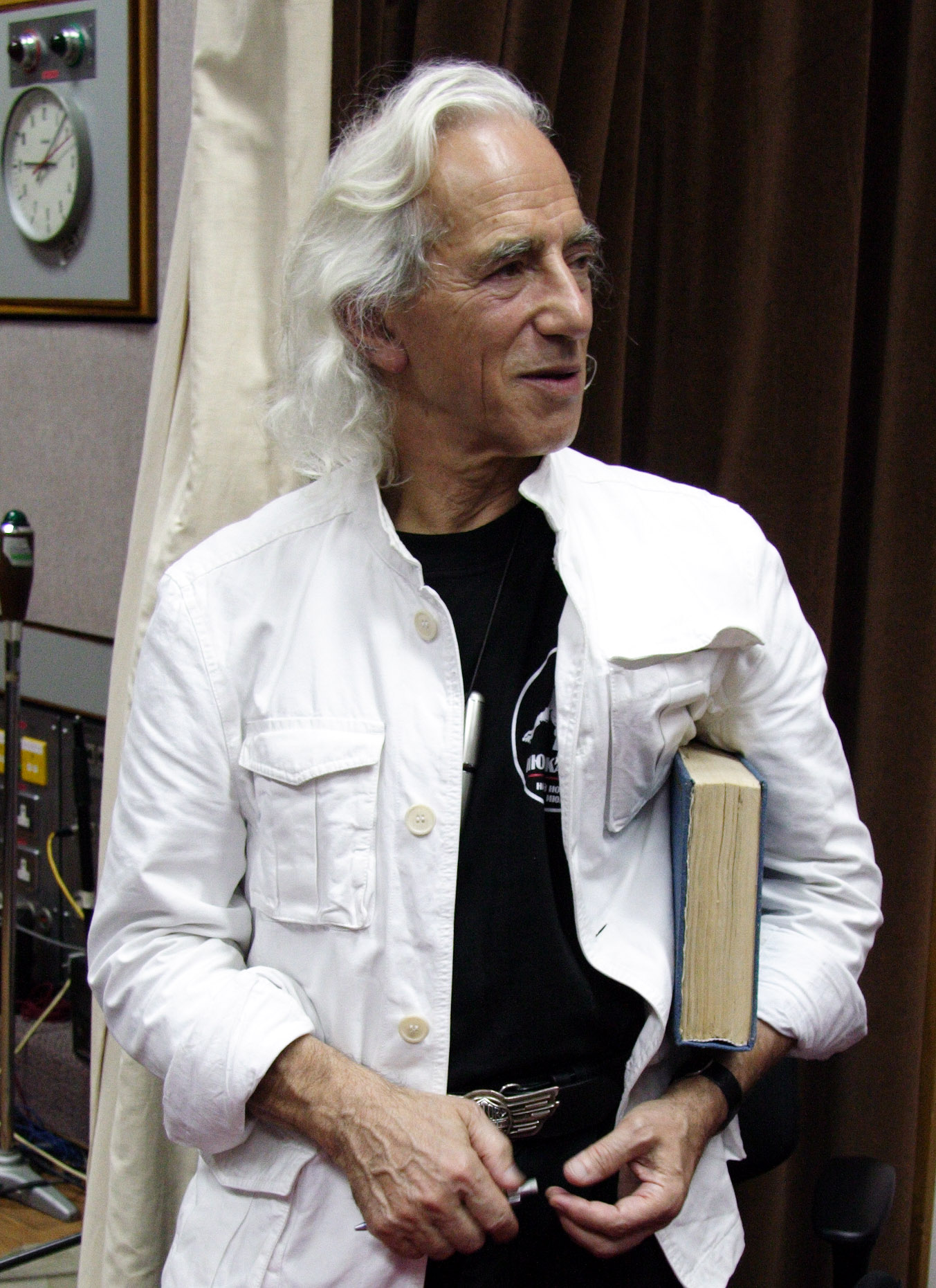
Сева Новгородцев в студии Би-би-си, 2006 г.

Всеволод Борисович Левенштейн родился 9 июля 1940 года в Ленинграде в семье капитана дальнего плавания.
В 1947 году поступил в 222-ю школу (б. Петришуле). В 1957 году поступал в московские театральные институты (им. Щукина и им. Щепкина), но не был принят. В том же году поступил в ЛВИМУ (Ленинградское высшее инженерное морское училище им. адмирала Макарова).
В 1949 году переехал с семьёй в Эстонию из-за инцидента с севшим на мель кораблём, в результате которого отец Севы потерял должность.
С 1959 по 1965 годы совмещал работу на флоте с карьерой джазового музыканта (тенор-саксофон).
В 1965 году попал в джаз-оркестр Иосифа Вайнштейна. С 1972 года был руководителем ВИА «Добры молодцы». К тому же периоду относилось принятие фамилии помполита теплохода «Верхоянск», на котором Сева ходил штурманом, в качестве сценического псевдонима.
В 1974 году, по собственным словам, «заголодал по системе йогов (21 день) и, переосмыслив жизнь, бросил работу» в Росконцерте.
В 1975 году вместе с женой покинул Советский Союз. Жил в Австрии и Италии, в 1976 году в Риме принял крещение в протестантской церкви. С 1977 года жил в Лондоне.
Первая музыкальная передача Севы Новгородцева на русской службе Би-би-си в коротковолновом диапазоне 31 и 39 метров вышла 9 июня 1977 года под названием «Программа поп-музыки из Лондона». Передача (переименованная в «Рок-посевы» с января 1991 года) выходила в течение двадцати семи лет — до 12 июня 2004 года — и принесла широчайшую известность её автору в Советском Союзе.
В 1984 году Сева Новгородцев снялся в эпизодической роли в боевике бондианы «Вид на убийство».
С 7 ноября 1987 года по 4 ноября 2006 года вёл популярную в СССР разговорную передачу «Севаоборот», большинство выпусков которой проводились в прямом эфире.
В 1995 году основал иллюстрированный ежемесячный рок-журнал на русском языке «О!», но проект закрылся по финансовым причинам (вышло три номера).
С 1998 года существует официальный сайт Севы Новгородцева (www.seva.ru), создающийся, как сказано[кто?] на сайте, «при виртуальном участии» Севы.[значимость факта?]
Лауреат премии «Радиомания 2002».
С февраля 2003 года выпускает ежедневную новостную программу «с человеческим лицом» «БибиСева».
27 апреля 2005 года награждён орденом Британской империи.
С февраля 2013 года в эфире украинского Эра-FM в повторе выходит программа Севы Новгородцева «Рок-пятилетки», подготовленная им для Радио 101 в середине 90-х годов.
Завершил карьеру на радио в сентябре 2015 года. 4 сентября вышла в эфир последняя программа «БибиСева». После этого Сева решил кардинально сменить образ жизни и перебрался в курортный комплекс Пампорово в Родопских горах в Болгарии.

## Общественная позиция
- 24 февраля 2022 года на сайте и в соцсетях Севы Новгородцева появился текст[20], осуждающий вторжение России в Украину.
- 1 мая 2022 года в эфире радиостанции «Лучшее радио Израиля» Сева Новгородцев заявил, что не может представить себе учебник по квантовой физике на украинском языке, потому что в нём нет «инструментария», который якобы есть в других языках, например в русском[21]. Эти слова вызвали всплеск негодования по всей Украине. В частности, музыкант Святослав Вакарчук напомнил, что такой учебник существует уже 60 лет. Более того, пособие было не переводным с других языков, а сразу написано на украинском физиком-теоретиком, доктором физико-математических наук Аббой Глауберманом, хотя тот писал другие свои работы на русском языке[22]. Отвечая на критические комментарии, Новгородцев объяснил свои заявления языковыми проблемами, с которыми он столкнулся при работе на украинском русскоязычном телевидении, и подчеркнул неизменность своей позиции: «поддерживаю Украину, желаю ей отстоять свою свободу и независимость»[23].

## Семья
Отец, Борис Иосифович Левенштейн (1904—1991), родился в Кронштадте в семье портного, обслуживавшего военно-морскую школу офицеров (дед Севы Новгородцева, Иосиф Самуилович Левенштейн, уроженец Либавы, к моменту рождения сына был уже владельцем ателье). Учился в гимназии. Юношей пошёл плавать на буксир камбузником. В 1921 году — матрос, участник Кронштадтского мятежа. Член ВКП(Б) с 1929 года. После Ленинградской мореходки ходил штурманом. В 29 лет — капитан. В 1939 году — заместитель начальника Балтийского пароходства. Во время Великой Отечественной войны — капитан-лейтенант, служил начальником 1-го отделения отдела военных сообщений Балтийского флота, награждён двумя орденами Красной Звезды (1942, 1943). После войны, в период «борьбы с космополитизмом» вынужден был укрыться в Таллине, где закончил работу капитаном-наставником. Был гостем «Севаоборота» в марте 1991 года, за несколько месяцев до смерти.
Сестра Наталья была замужем за поэтом-песенником Львом Маграчёвым, известным под литературным псевдонимом Алексей Ольгин.
Сева Новгородцев женился три раза:
- Первая жена — Галина Бурханова (настоящее имя — Фарида Махмудовна[30]), поженились в ноябре 1965 года. От первого брака есть сын Ринат. Под сильным влиянием жены (с которой уже был в разводе, но съехался снова) в 1975 году решил эмигрировать.
- Вторая жена — актриса Карен Розмари Крейг (Karen Rosemary Craig), познакомились на съёмках фильма.
- Третья жена — художник и дизайнер Ольга Шестакова, родом из Санкт-Петербурга. Они познакомились в 1998 году на выставке британского бизнеса в Санкт-Петербурге, где Сева, по собственному выражению, «работал экспонатом на стенде Би-би-си», поженились в мае 1999 года[18][31].

## Значение радиопередач Новгородцева

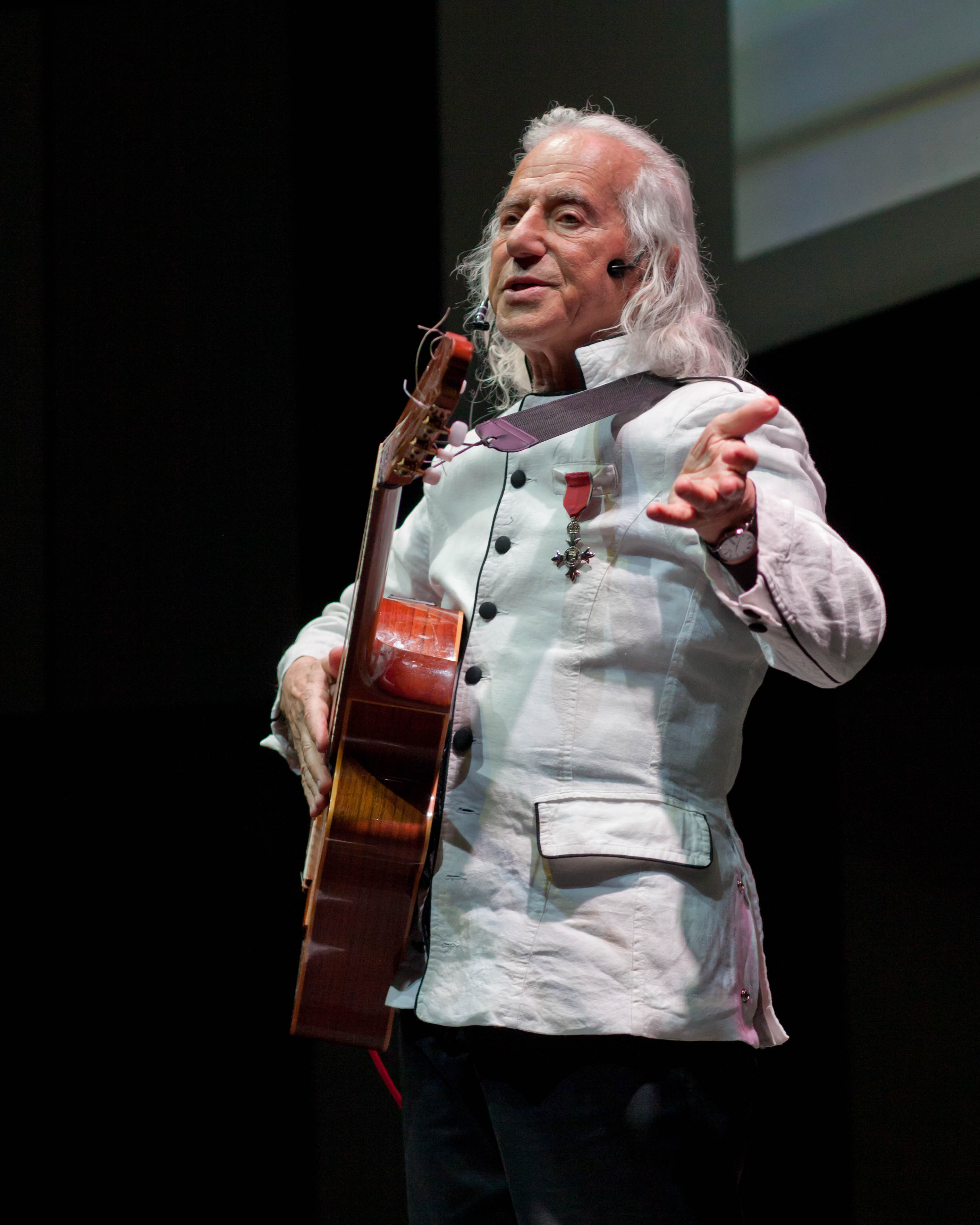
Сева Новгородцев на своём творческом вечере с орденом Британской империи, 2019 г.

Выступления и рассказы (достаточно подробные, часто с юмором и авторской харизмой) Севы Новгородцева об английских рок-ансамблях в рамках «Программы поп-музыки из Лондона» (впоследствии — «Рок-посевы») со времени появления в ней Севы (с 1977 года её вёл Сева Новгородцев, ранее её вёл Сэм Джонс и другие ведущие, выходит с 1966 года) оказались в СССР одним из очень немногих источников информации о зарубежной популярной музыке и сохранила этот статус практически до распада СССР.
Пик популярности передачи Севы в СССР пришёлся на 1980-е годы. Согласно одной точке зрения, известность и популярность в СССР таких групп как «Queen», «Deep Purple», «Pink Floyd», «Led Zeppelin», «Black Sabbath» не в последнюю очередь обусловлена обширными циклами передач С. Новгородцева, в которых подробно излагались биографии рок-музыкантов и истории рок-групп, иллюстрированные музыкальными композициями. С другой точки зрения, популярность программ Севы объясняется тем, что он делал акцент не на рассказах о группах-однодневках, попавших в чарты недели, а на группах, которые часто уже не первое десятилетие пользовались популярностью как у слушателей во всём мире, так и у советских радиослушателей. Остроумные вступления к передачам содержали, кроме того, слегка завуалированный антисоветский подтекст.
Некоторую альтернативу передаче Новгородцева составляли музыкальные передачи «Голоса Америки». Из средств массовой информации СССР в 1980-х годах единственным и в очень слабой степени конкурентным по отношению к передачам Севы Новгородцева на Би-би-си источником информации о зарубежной музыке был журнал для молодёжи «Ровесник», в котором изредка появлялись статьи (не всегда достаточно информативные) о рок-группах.
В книге «Битлы перестройки» утверждается, что программа «Взгляд» была создана, когда «в апреле 1987 года на заседании ЦК КПСС было принято закрытое решение о создании молодёжной вечерней пятничной передачи, которая, в частности, отвлекала бы слушателей от прослушивания молодыми людьми в СССР выпусков рок-передач Севы Новгородцева».

## Движение радиослушателей
Радиопередачи Новгородцева записывались на магнитную ленту (у очень многих молодых людей в СССР были кассетные и бобинные магнитофоны), их тексты перепечатывались в домашних условиях на пишущей машинке энтузиастами. Собранные таким образом материалы в дальнейшем легли в основу архивов официального веб-сайта Севы Новгородцева.
С 1989 по 1993 год фан-клуб Новгородцева «НОРИС» проводил съезды (т. н. «июльки»), приуроченные ко дню рождения радиоведущего — 9 июля. Эти съезды собирали сотни человек со всей страны и проходили в Москве, Санкт-Петербурге, Нижнем Новгороде. С 2005 года «июльки» возобновились, местами их проведения стали Нижний Новгород, Лондон, Прага и Париж.

## Книги
- Новгородцев С. Секс, наркотики, рок-н-ролл. — М.: СКИТ Интернешнл, 2003. — 190 с. — ISBN 5-88775-008-1.
- Новгородцев С. Рок-посевы: Deep Purple, Led Zeppelin, Pink Floyd, Queen. — СПб.: Амфора, 2008. — 242 с. — ISBN 978-5-367-00794-7.
- Новгородцев С. Осторожно, люди! — СПб.: Амфора, 2008. — 354 с. — ISBN 978-5-367-00777-0.
- Новгородцев С. Интеграл похож на саксофон. — СПб.: Амфора, 2011. — 376 с. — ISBN 978-5-367-01810-3.

## Фильмография
- 1985 — Gulag (в русском переводе «Гулаг. Побег из ада») — офицер советских внутренних войск, пристреливший лисёнка (эпизодическая роль, в титрах фильма отсутствует)
- 1985 — Шпионы как мы — советский пограничник
- 1985 — Белые ночи[34] (в титрах не упомянут)
- 1985 — Джеймс Бонд: Вид на убийство — пилот вертолёта[34]
- 1985 — «Бесконечная игра» — полковник Лемзенко
- 1989 — Game, Set, and Match — Хлестаков
- 1989 — Hannay — русский
- 1991 — Рождённые в СССР (озвучка в английской версии первого фильма)
- 2009 — Рок-волна (рус. озвучка) — Квентин (роль Билла Найи)[35][36]
- 2018 — Лето — антиквар